# Olle Hansson
Olle Hansson (* 22. April 1904; † 22. Januar 1991) war ein schwedischer Skilangläufer.
Hansson, der für den Luleå Sk startete, lief in den Jahren 1926 und 1928  beim Wasalauf jeweils auf den siebten Platz. Bei den Nordischen Skiweltmeisterschaften 1929 in Zakopane holte er die Bronzemedaille über 50 km. Zudem errang er dort den vierten Platz über 17 km. Im Jahr 1931 wurde er schwedischer Meister über 50 km.